# 帖木儿汗

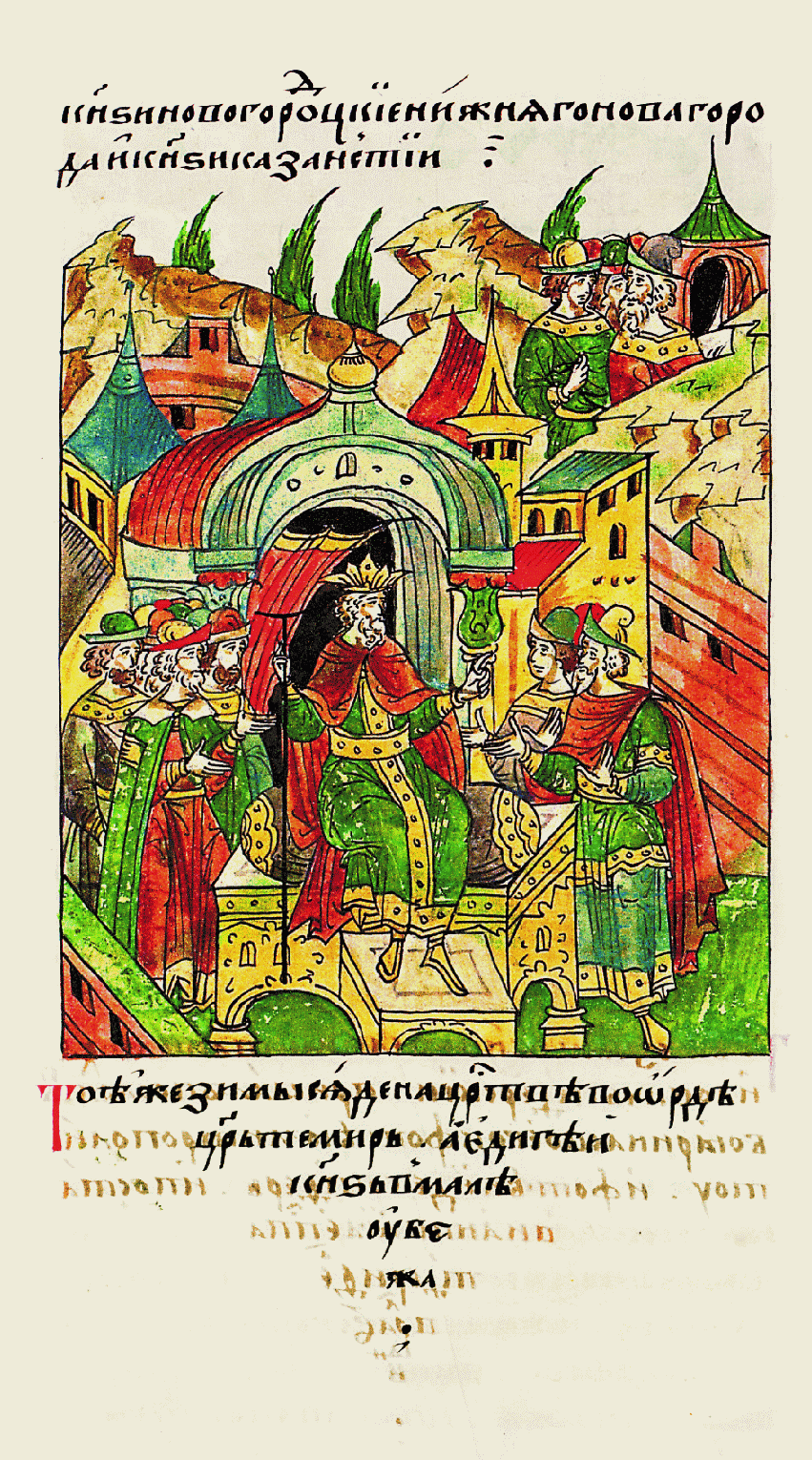
帖木儿汗

帖木儿汗（Temür Khan，14世纪—1412年），金帳汗國君主（1410年-1412年在位），其父亲為帖木儿·忽格鲁特。
1410年，不剌汗死后，也迪古拥立他为金帐汗国可汗，把女儿嫁给帖木儿汗。但是帖木儿汗不服也迪古，与也迪古决裂。帖木儿汗率军把也迪古赶到了花剌子模地区。脱脱迷失的儿子札兰丁·汗在立陶宛大公维陶塔斯帮助下，登上了萨莱的汗位。1412年，帖木儿汗属下的将军合赞，命自己的那可儿杀死了帖木儿汗，投降了札兰丁·汗。其子乞赤黑·马哈麻，其孙马哈茂德·本·库楚克、阿黑麻汗，后代建立阿斯特拉罕汗國。
| 前任： 不剌汗 | 金帐汗国君主 1410年—1412年 | 繼任： 札兰丁·汗 |